# Carnaval en Andalucía

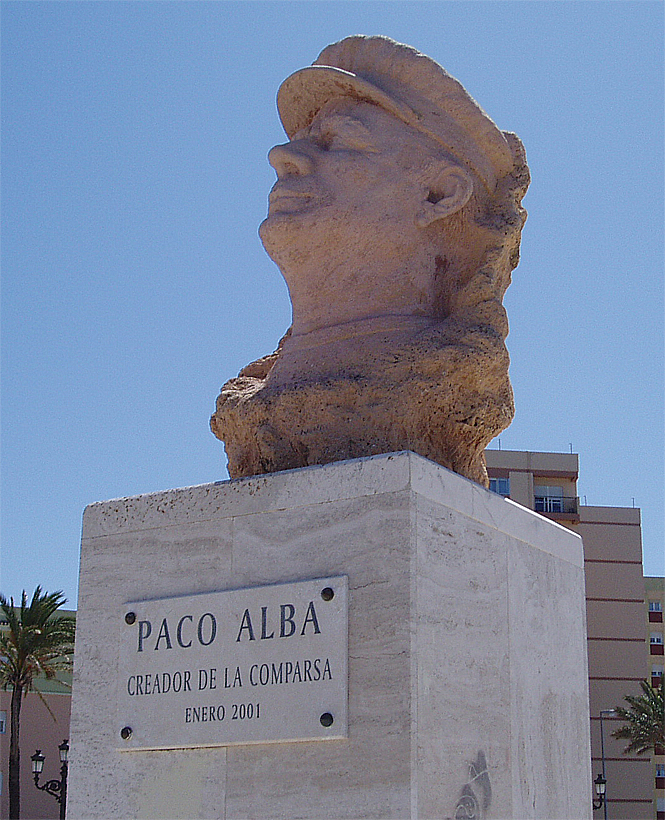
Estatua de Paco Alba en La Caleta, Cádiz..

Entre las muchas localidades de Andalucía en que se celebra el carnaval, se encuentran:
- Alcalá de Guadaíra, ciudad de la provincia de Sevilla.
- Mairena del Aljarafe, municipio de la provincia de Sevilla.
- Algeciras, municipio de la provincia de Cádiz.
- Ayamonte, municipio de la provincia de Huelva.
- Bollullos Par del Condado, municipio de la provincia de Huelva.
- Cádiz, capital de la provincia homónima.
- Chiclana de la Frontera, municipio de la provincia de Cádiz.
- Córdoba, capital de la provincia homónima.
- Huelva, capital de la provincia homónima.
- Isla Cristina, ciudad de la provincia de Huelva.
- Jerez de la Frontera, ciudad de la provincia de Cádiz.
- Morón de la Frontera, ciudad de la provincia de Sevilla.
- El Puerto de Santa María, municipio de la provincia de Cádiz.
- Pedrera, municipio de la provincia de Sevilla.
- La Rinconada, municipio de la provincia de Sevilla.
- Málaga, ciudad de la misma provincia.
- Puerto Serrano, municipio de la provincia de Cádiz.
- Valverde del Camino, municipio de la provincia de Huelva.

- Datos: Q5752936